# Saint-Pierre-d’Albigny
Saint-Pierre-d’Albigny település Franciaországban, Savoie megyében. Lakosainak száma 4175 fő (2022. január 1.). Saint-Pierre-d’Albigny Chamousset, Châteauneuf, École, Fréterive, Saint-Jean-de-la-Porte és Sainte-Reine községekkel határos.

## Népesség
A település népessége az elmúlt években az alábbi módon változott:
| Lakosok száma | 3825 | 3936 | 4052 | 3943 | 4027 | 4097 | 4168 | 4170 | 4175 |
|               | 2013 | 2015 | 2016 | 2017 | 2018 | 2019 | 2020 | 2021 | 2022 |